# Bò Charbray Úc
Bò Charbray Úc là một giống bò gia súc là kết quả của sự pha trộn của hai giống, Charolais và Brahman. Charbray Úc nằm trong phạm vi 75% và 25% Charolais và Brahman, dù bằng cách thức nào. Các bướu của Brahman thường gần như không tồn tại, nhưng lớp da lỏng lẻo và lớp da dư mở rộng là dấu hiệu của gene Bos indicus trong giống này.
Bò Charbray Úc là một giống bò lớn có nhiều cơ bắp trong khu vực ngực và vai. Chúng được chấp nhận rộng rãi ở những khu vực mà gia súc mang theo ít nhất một số giống Brahman do chúng có thể thích hợp với điều kiện nóng và ẩm.
Bò Charbray Úc có màu từ màu kem đến màu đỏ nhạt. Những con bê thường có màu đỏ sẫm nhẹ khi sinh nhưng có thể chuyển dần sang màu trắng kem trong vài tuần. Bò Charbray Úc có cơ thể khỏe mạnh và có khả năng di chuyển khoảng cách xa nếu là bò đực, ngay cả trong môi trường ẩm ướt nóng. Nó đã được lựa chọn vì cơ thể nhẹ, gọn, khả năng sinh sản và khả năng phát triển tinh hoàn sớm. Bò cái giống Charbray cũng trưởng thành sớm, đạt tuổi dậy thì ở 14–17 tháng tuổi và sinh bê khi được hai tuổi và tái sinh sản nhanh,sản xuất sữa tốt.
Bò Charbrays Úc đã thực hiện rất tốt trong các thử nghiệm tăng cân bao gồm Thử nghiệm Phản hồi Chăn nuôi Quốc gia Aus-Meat và trong các cuộc thi móng và sừng.
Bò Charbray Úc cho thấy hiệu suất tuyệt vời trong nông trại. Sức đề kháng của chúng với nhiệt độ, độ ẩm, ký sinh trùng và bệnh tật là lợi ích của chúng ở các trại chăn nuôi phía nam. Chúng phát triển nhanh và có khả năng chuyển đổi thức ăn vượt trội. Chúng đạt trọng lượng giết mổ từ 12 đến 15 tháng và sản xuất thịt nạc, cho thịt cấp 1 và 2 đòi hỏi ít hoặc không có chất béo đi kèm.